# Kreodanthus casillasii
Kreodanthus casillasii är en orkidéart som beskrevs av Roberto González Tamayo. Kreodanthus casillasii ingår i släktet Kreodanthus och familjen orkidéer. Inga underarter finns listade i Catalogue of Life.